# Stadion Miejski w Zvorniku
Stadion Miejski – stadion piłkarski w Zvorniku, w Bośni i Hercegowinie. Został otwarty w 1945 roku. Może pomieścić 3020 widzów. Swoje spotkania rozgrywają na nim piłkarze klubu FK Drina Zvornik. Obiekt położony jest nad brzegiem rzeki Driny, która stanowi w tym miejscu granicę bośniacko-serbską.